# V1348 Геркулеса
V1348 Геркулеса (лат. V1348 Herculis) — одиночная переменная звезда в созвездии Геркулеса на расстоянии приблизительно 5567 световых лет (около 1707 парсек) от Солнца. Видимая звёздная величина звезды — от +12,1m до +11,1m.

## Характеристики
V1348 Геркулеса — жёлто-белая пульсирующая переменная звезда типа RR Лиры (RRAB)* спектрального класса F. Радиус — около 5,66 солнечного, светимость — около 39,516 солнечной. Эффективная температура — около 6084 K.